# دریاچه گراند اتانگ
دریاچه گراند اتانگ (به لاتین: Grand Etang Lake) یک دریاچه در گرنادا است که در Saint Andrew Parish واقع شده‌است.